# カステッラーニア・コッピ
カステッラーニア・コッピ（伊: Castellania Coppi）は、イタリア共和国ピエモンテ州アレッサンドリア県にある、人口約100人の基礎自治体（コムーネ）。

## 名称
以前は、単にカステッラーニアと呼ばれていたが、2019年3月25日、ファウスト・コッピの生誕100周年を記念して、カステッラーニア・コッピに変更された。

## 地理

### 位置・広がり
| 隣接するコムーネは以下の通り。 - アヴォラスカ - カレッツァーノ - コスタ・ヴェスコヴァート - ガルバーニャ - サンターガタ・フォッシーリ - サルディリアーノ |

### 地震分類
イタリアの地震リスク階級 (it) では、3 に分類される
。

## 行政

### 分離集落
カステッラーニア・コッピには、以下の分離集落（フラツィオーネ）がある。
- Mossabella, San Alosio, San Andrea

## 出身著名人
- ファウスト・コッピ （自転車競技選手）